# Mayito Rivera
Mario Rivera « Mayito » est un chanteur, compositeur et arrangeur né à Piñar del Rio (Cuba) le 29 janvier 1966. Il a étudié la batterie et le piano.
Au début de sa carrière, il a travaillé avec la chanteuse-compositrice Albita Rodríguez.
En 1992, il rejoint Los Van Van, le plus populaire groupe de Cuba, surnommé les « Rolling Stones cubains », dirigé par Juan Formell.
Grâce à son timbre et à sa puissance d’expression, « Mayito » est devenu une véritable idole de la scène musicale cubaine[non neutre]. Parallèlement à son travail avec Los Van Van, il a participé à l’enregistrement de différents albums (avec El Zorro notamment) et a même enregistré son propre album, un hommage à Miguelito Cuní et Chappottín.
Mario Rivera et son groupe, Los Van Van, ont obtenu un Grammy Award en 1999.
Il a depuis enregistré son deuxième album solo pour Timba Records, sorti fin 2004.